# Mauricio Flores Ríos
Mauricio Flores Ríos (Valparaíso, 10 de setembre de 1990), és un jugador d'escacs xilè, que té el títol de Gran Mestre des de 2009. És el jugador més jove en guanyar el campionat de Xile, amb 15 anys, i el xilè més jove en assolir el títol de GM, amb 18 anys.
Tot i que roman inactiu des de l'octubre de 2015, a la llista d'Elo de la FIDE del gener de 2020, hi tenia un Elo de 2529 punts, cosa que en feia el jugador número 2 (en actiu) de Xile. El seu màxim Elo va ser de 2537 punts, a la llista de setembre de 2013 (posició 585 al rànquing mundial).

## Resultats destacats en competició
Ha estat tres vegades campió de Xile, els anys 2005, 2006 i 2007. Ha estat també campió Panamericà per edats en dues ocasions, la primera a la categoria sub-16 a Cuenca, Equador, l'any 2006 i la segona en categoria sub-18, a Córdoba, Argentina, l'any 2008.
El 2009 va guanyar el Southwest Collegiate, el 2010 l'US Class, i el 2013 l'Obert Internacional de Montcada per damunt d'altres vint Grans Mestres. Va finalitzar tercer en el Circuit Català d'Oberts Internacionals d'Escacs del 2013 (el guanyador fou Jorge Cori.
Ha participat en dues Olimpíades d'escacs representant Xile, els anys 2006 a Torí i 2012 a Istanbul.

## Partides notables
- Mauricio Flores vs Vladimir Burmakin, 2013, Defensa eslava: General (D10), 1-0